# Bothrioplana
Bothrioplanida, Bothrioplanidae
Ordre
Famille
Genre
Bothrioplana est un genre de vers plats. C'est le seul genre de la famille des Bothrioplanidae qui est elle-même la seule famille de l'ordre des Bothrioplanida.

## Systématique
Le nom valide complet (avec auteur) de ce taxon est Bothrioplana Braun, 1881.
Bothrioplana a pour synonyme Euporobothria Graff, 1909.

## Liste des espèces
Selon les bases de données World Register of Marine Species (8 novembre 2023) et GBIF (8 novembre 2023), le genre Bothrioplana possède deux espèces :
- Bothrioplana semperi Braun, 1881
- Bothrioplana sinensis He, Zhao, Ning, Zhuang, Zhang & Wang, 2016

### Synonymes[1]
- L'espèce Bothrioplana alacris Sekera, 1889, est remplacée par Bothrioplana semperi Braun, 1881.
- L'espèce Bothrioplana bohemica Vejdovsky, 1895, est remplacée par Bothrioplana semperi Braun, 1881.
- L'espèce Bothrioplana brauni Zacharias, 1886, est remplacée par Bothrioplana semperi Braun, 1881.
- L'espèce Bothrioplana dorpatensis Braun, 1881, est remplacée par Bothrioplana semperi Braun, 1881.
- L'espèce Bothrioplana silesiaca Zacharias, 1886, est remplacée par Bothrioplana semperi Braun, 1881.

### Pour l'ordre Bothrioplanida
- (en) Catalogue of Life : Bothrioplanida Sopott-Ehlers, 1985 (consulté le 8 novembre 2023)
- (fr + en) EOL : Bothrioplanida (consulté le 8 novembre 2023)
- (fr + en) GBIF : Bothrioplanida (consulté le 8 novembre 2023)
- (fr) INPN : Bothrioplanida Sopott-Ehlers, 1985 (TAXREF)  (consulté le 8 novembre 2023)
- (fr + en) ITIS : Bothrioplanida Sopott-Ehlers, 1985 Non valide (consulté le 8 novembre 2023)
- (en) NCBI : Bothrioplanida (taxons inclus) (consulté le 8 novembre 2023)
- (en) Taxonomicon : Bothrioplanida Sopott-Ehlers, 1985 (consulté le 8 novembre 2023)
- (en) WoRMS : Bothrioplanida Sopott-Ehlers, 1985 (+ liste espèces) (consulté le 8 novembre 2023)

### Pour la famille Bothrioplanidae
- (en)  Myers, P. et al., Animal Diversity Web : Bothrioplanidae, 2023 (consulté le 8 novembre 2023)
- (en) BioLib : Bothrioplanidae (consulté le 8 novembre 2023)
- (en) Catalogue of Life : Bothrioplanidae Vejdovsky, 1895 (consulté le 8 novembre 2023)
- (fr + en) EOL : Bothrioplanidae (consulté le 8 novembre 2023)
- (fr + en) GBIF : Bothrioplanidae (consulté le 8 novembre 2023)
- (fr) INPN : Bothrioplanidae Vejdovsky, 1895 (TAXREF)  (consulté le 8 novembre 2023)
- (en) IRMNG : Bothrioplanidae Vejdovsky, 1895 (consulté le 8 novembre 2023)
- (en) NCBI : Bothrioplanidae (taxons inclus) (consulté le 8 novembre 2023)
- (en) Taxonomicon : Bothrioplanidae Vejdovsky, 1895 (consulté le 8 novembre 2023)
- (en) WoRMS : Bothrioplanidae Vejdovsky, 1895 (+ liste espèces) (consulté le 8 novembre 2023)

### Pour le genreBothrioplana
- (en)  Myers, P. et al., Animal Diversity Web : Bothrioplana, 2023 (consulté le 8 novembre 2023)
- (en) BioLib : Bothrioplana M. Braun, 1881 (consulté le 8 novembre 2023)
- (en) Catalogue of Life : Bothrioplana Braun, 1881 (consulté le 8 novembre 2023)
- (fr + en) EOL : Bothrioplana (consulté le 8 novembre 2023)
- (fr + en) GBIF : Bothrioplana Braun, 1881 (consulté le 8 novembre 2023)
- (fr) INPN : Bothrioplana Braun, 1881 (TAXREF)  (consulté le 8 novembre 2023)
- (en) IRMNG : Bothrioplana Braun, 1881 (consulté le 8 novembre 2023)
- (fr + en) ITIS : Bothrioplana Braun, 1881 (consulté le 8 novembre 2023)
- (en) NCBI : Bothrioplana (taxons inclus) (consulté le 8 novembre 2023)
- (en) Taxonomicon : Bothrioplana Braun, 1881 (consulté le 8 novembre 2023)
- (en) WoRMS : Bothrioplana Braun, 1881 (+ liste espèces) (consulté le 8 novembre 2023)